# Apple Vision Pro
Apple Vision Pro ─ гарнітура змішаної реальності, створена компанією Apple. Вона була анонсована 5 червня 2023 року на Всесвітній конференції розробників у межах просування компанії до «просторових технологій» і стала доступною на початку 2024 року.
Це перша нова лінійка споживчих продуктів від Apple з часів випуску Apple Watch у 2015 році. Vision Pro можна використовувати з адаптером живлення або окремою батареєю.

## Розробка

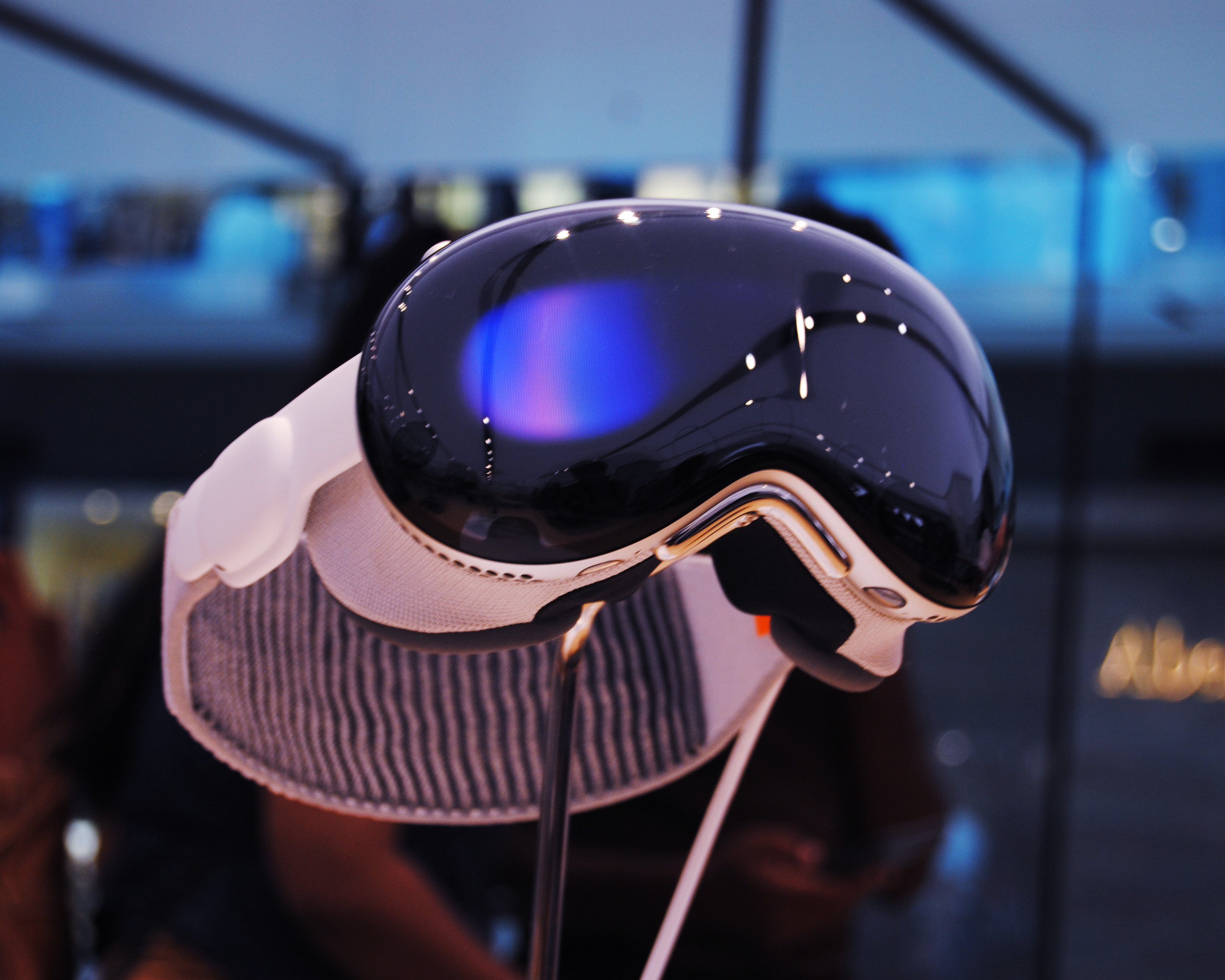

У травні 2015 року Apple придбала німецьку компанію Metaio, що спеціалізувалася на доповненій реальності (AR).  
Спочатку Apple планувала використати технології Metaio у своєму проєкті електромобіля під кодовою назвою «Project Titan».  
Того ж року компанія найняла Майка Роквелла з Dolby Laboratories, який сформував команду, до якої увійшли співзасновник Metaio Пітер Маєр і менеджер Apple Watch Флетчер Роткопф. 
У 2016 році команда розробила демоверсію AR, але зазнала несхвалення від тодішнього головного дизайнера Джоні Айва та його команди.  
Джефф Норріс, експерт із доповненої та віртуальної реальності (VR) і колишній співробітник NASA, був найнятий у квітні 2017 року. 
Команда Роквелла допомогла впровадити програмний інтерфейс ARKit у 2017 році разом з iOS 11. За даними The Information, Роквелл прагнув створити саме гарнітуру, тоді як Айв заперечував цьому, стверджуючи, що та не сприятиме взаємодії користувача з реальним світом. 
Проте, команда Айва змінила свою позицію після того, як Роквелл представив ідею відображення очей користувача через фронтальний дисплей. 
Розробка гарнітури пройшла через період невизначеності після звільнення Айва у 2019 році. Його наступник, Еванс Генкі, залишив компанію у 2023 році. 
Foxconn є виробником гарнітури.

## Маркетинг й випуск

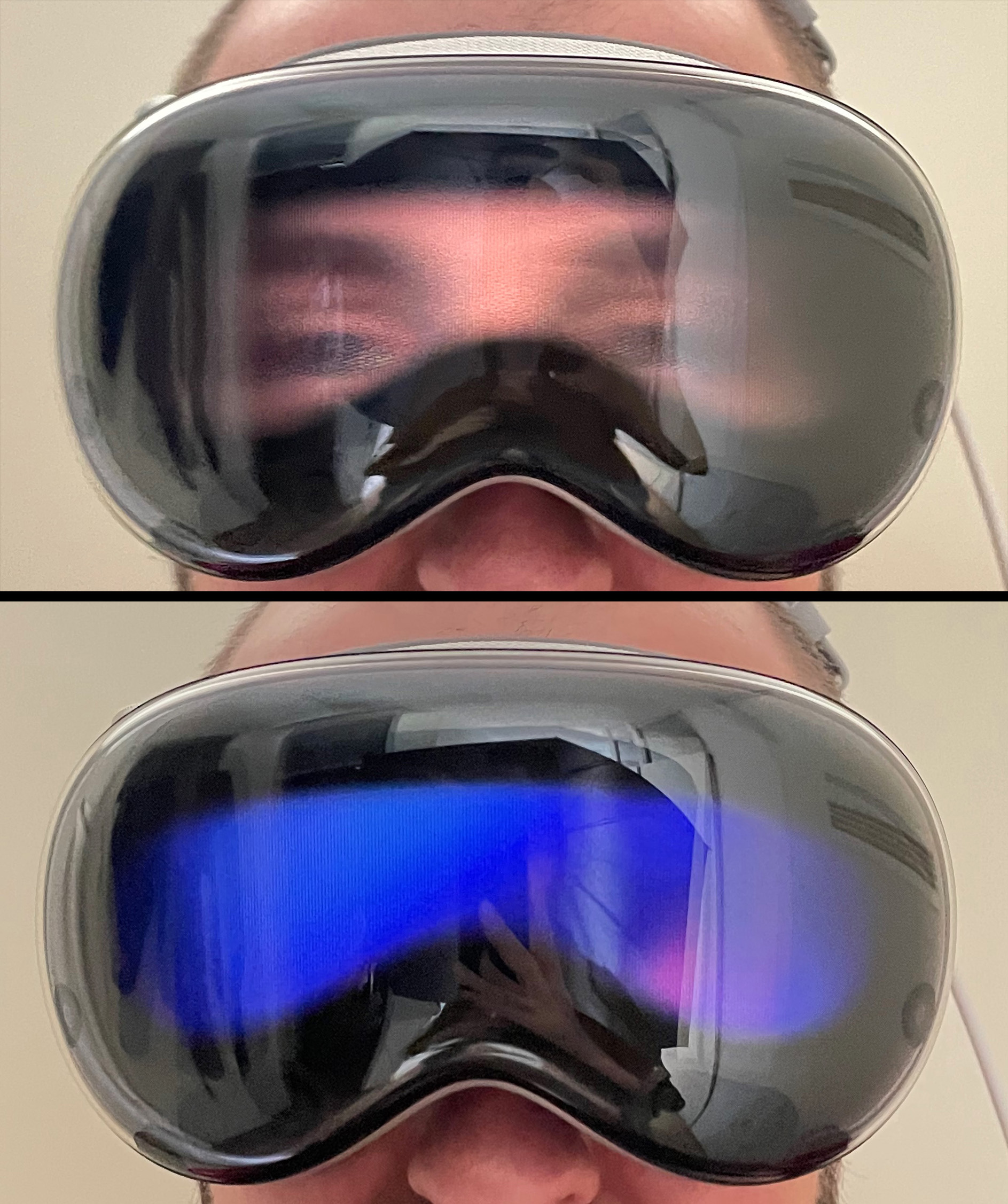
Зображення користувача Vision Pro з EyeSight на передньому екрані, як у режимі «око» (угорі), так і «занурення» (внизу).

Інформація про гарнітуру, яка, за чутками, називалася Reality Pro, почала з'являтися у 2022 році. У травні Bloomberg News повідомила, що керівники Apple, включно з генеральним директором Тімом Куком, уже ознайомилися з пристроєм. 
У червні компанія почала наймати кінорежисерів для розробки контенту для гарнітури. Один із них, Джон Фавро, раніше був виконавчим продюсером документального телесеріалу «Доісторична планета» від Apple TV+. 
У січні 2023 року Марк Ґурман з Bloomberg News написав, що розробка гарнітури була призупинена. 
У квітні він повідомив додаткову інформацію про гарнітуру та зазначив, що Apple намагається залучити розробників до створення програмного забезпечення та сервісів для гарнітури. 
Компанія подала понад 5000 патентів на технології, використані при розробці.
Apple Vision Pro була анонсована 5 червня під час Всесвітньої конференції розробників. Вона стала доступною на початку 2024 року. Apple планує продати приблизно 1 000 000 одиниць на початковому етапі.

## Апаратне забезпечення
Apple Vision Pro має фронтальну панель із багатошарового скла, алюмінієву рамку з еластичною прокладкою, і регульоване кріплення для голови. 
У корпусі розташовано п'ять датчиків, шість мікрофонів і 12 камер. 
Крізь скло користувачеві видно два micro-OLED дисплея, кожен із яких має розмір поштової марки та потужність 23 мегапікселі загалом. 

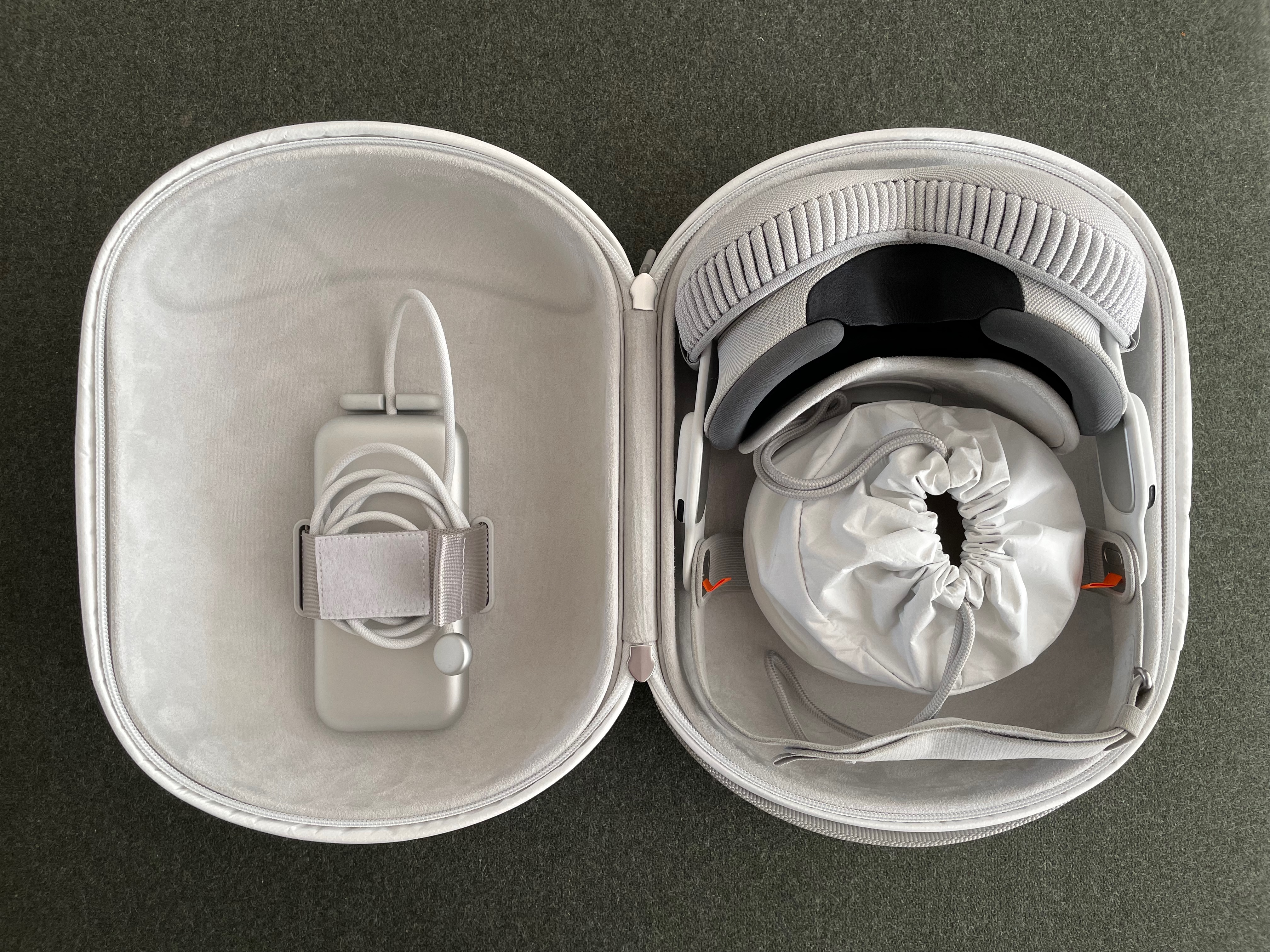
Дорожній футляр Vision Pro, зображений тут разом із пристроєм та аксесуарами

Очі відстежуються системою світлодіодів та інфрачервоних камер, які утворюють основу сканера райдужної оболонки пристрою, що має назву Optic ID і використовується для автентифікації, як Face ID в iPhone. 
Для людей, які користуються окулярами, будуть доступні індивідуальні оптичні лінзи, що кріпляться на магнітах до основної поверхні дисплея і розроблені спільно з компанією Carl Zeiss. 
Гарнітура має динамік, який розміщений всередині кріплення для голови, безпосередньо над вухами користувача, і має підтримку об'ємного звуку.
Vision Pro оснащена процесором Apple M2 і новим процесором Apple R1, який був розроблений спеціально для обробки сенсорного вводу та охолоджуватиметься легким вентилятором. Батарея, що була виготовлена на замовлення, під'єднується до гарнітури за допомогою кабелю та призначений на дві години роботи. Крім того, Vision Pro можна під'єднати до зовнішнього джерела живлення.

## Програмне забезпечення

### Операційна система
Vision Pro функціонує на базі операційної системи visionOS, що має тривимірний інтерфейс, який компанія називає «просторовими технологіями».
За замовчуванням гарнітура працює в режимі доповненої реальності, у якому віртуальні додатки та мультимедіа відображаються в реальному оточенні користувача. 
У верхній частині гарнітури є регулятор, за допомогою якого налаштовується кількість віртуального фону, що займає поле зору користувача, аж до повного віртуального занурення. 
Vision Pro має зовнішній дисплей EyeSight, який відображає очі користувача і ступінь його занурення; у режимі доповненої реальності очі відображаються з дещо зниженою яскравістю, а в режимі повної віртуальної реальності вони затемнюються. 
При наближенні іншої людини або початку розмови EyeSight показує очі у звичайному режимі, навіть при використанні режиму віртуальної реальності, а співрозмовник стає видимим для користувача. 
Батарея підключена до Vision Pro за допомогою кабелю і забезпечує до двох години роботи. 
Крім того, гарнітуру можна під'єднати до зовнішнього адаптера живлення.
Навігація інтерфейсом здійснюється за допомогою очей і пальців, що розпізнаються великою кількістю датчиків. Наприклад, користувач може натиснути на елемент, подивившись на нього й зімкнувши два пальці; перемістити його, рухаючи зімкнутими пальцями; або прокрутити елемент, поворухнувши зап'ястям. visionOS має підтримку голосового вводу тексту та віртуальної клавіатури; для голосових команд також доступний віртуальний помічник Siri.

### Застосунки
Apple Vision Pro має попередньо встановлені застосунки Apple TV, Music, Mindfulness, Freeform, Safari, Photos, Notes, App Store, Mail, Messages, Keynote тощо.
Крім того, гарнітура випущена з понад 100 ігор із сервісу Apple Arcade, включно з NBA 2K23 (2022), підтримкою контролера DualSense, і доступом до сервісу Disney+. 
Vision Pro також має підтримку застосунків Microsoft Office, як-от Word, Excel та Teams, і застосунків Unity.